# 赖什索芬
赖什索芬（法語：Reichshoffen，法語發音：[ʁaiʃsofən] 或 [ʁaiçsofən]）是法国下莱茵省的一个市镇，位于该省西北部，属于阿格诺-维桑堡区。

## 地名
“Reich”在德语中意为“帝国”，“s”表连接，“hoffen”意为“庭院”。该地的阿尔萨斯语地名为Rishoffe。
由于语源问题，该地名“Drulingen”拼读方式不符合法语正字法，其通行发音为[ʁaiʃsofən]，根据实际发音其应译作“赖什索芬”，《世界地名翻译大辞典》与《世界地名译名词典》将其误译作“雷什奥芬”。

## 地理
赖什索芬（48°56'4"N, 7°39'58"E）面积17.64 平方千米，位于法国大東部大區下莱茵省，该省份为法国大陆部分最东部的省份，是阿尔萨斯的一部分，今与上莱茵省组成了阿尔萨斯欧洲集体，其南至上莱茵省，西南接孚日省和默尔特-摩泽尔省，西接摩泽尔省，北与德国接壤，东侧沿莱茵河与德国相望。
与赖什索芬接壤的市镇（或旧市镇、城区）包括：弗勒什维莱尔、甘布雷克特索方、甘代尔索方、朗让苏尔特兹巴克、尼德布龙莱班、奥伯布龙、万德斯坦。
赖什索芬的时区为UTC+01:00、UTC+02:00（夏令时）。

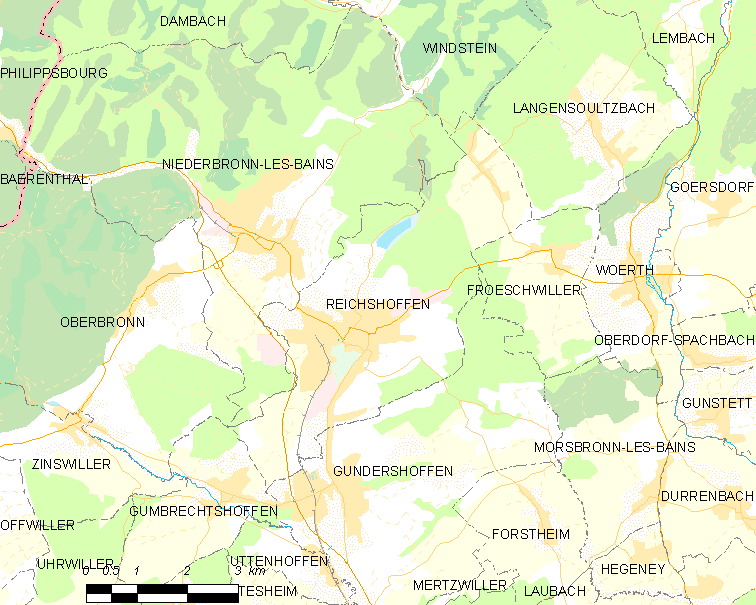
赖什索芬的OSM定位图

## 行政
赖什索芬的邮政编码为67110，INSEE市镇编码为67388。

## 政治
赖什索芬所属的省级选区为賴什索芬縣。

## 交通
上莱茵省省道D28线、D53线、D86线、D662线以及D1062线（快速公路）在此交汇。
赖什索芬站停靠斯特拉斯堡—尼德布龙一线的TER列车。

## 人口

1962-2008年间赖什索芬人口变化图示

赖什索芬于2022年1月1日时的人口数量为5407人。